# Tjeckisk krona
Tjeckisk krona eller tjeckisk koruna  (Kč - koruna česká) är den valuta som används i Tjeckien. Valutakoden är CZK. 1 Koruna = 100 haléř.
Valutan infördes den 8 februari 1993 och ersatte den tidigare tjeckoslovakiska kronan vid delningen av Tjeckoslovakien.
Valutan har i nuläget ingen bunden växelkurs till euro genom ERM II och officiellt måldatum för övergång till euron saknas.

## Användning
Valutan ges ut av den tjeckiska centralbanken Česká národní banka (ČNB) som ombildades 1993 och har huvudkontoret i  Prag.

## Valörer
- mynt: 1, 2, 5, 10, 20 och 50 Koruna
- underenhet: underenheten haléř finns sedan 2008 inte längre i cirkulation, men har tidigare funnits som mynt i valörer om 10, 20, och 50.
- sedlar: 100, 200, 500, 1000, 2000 och 5000 CZK